# Caspar Reuvens

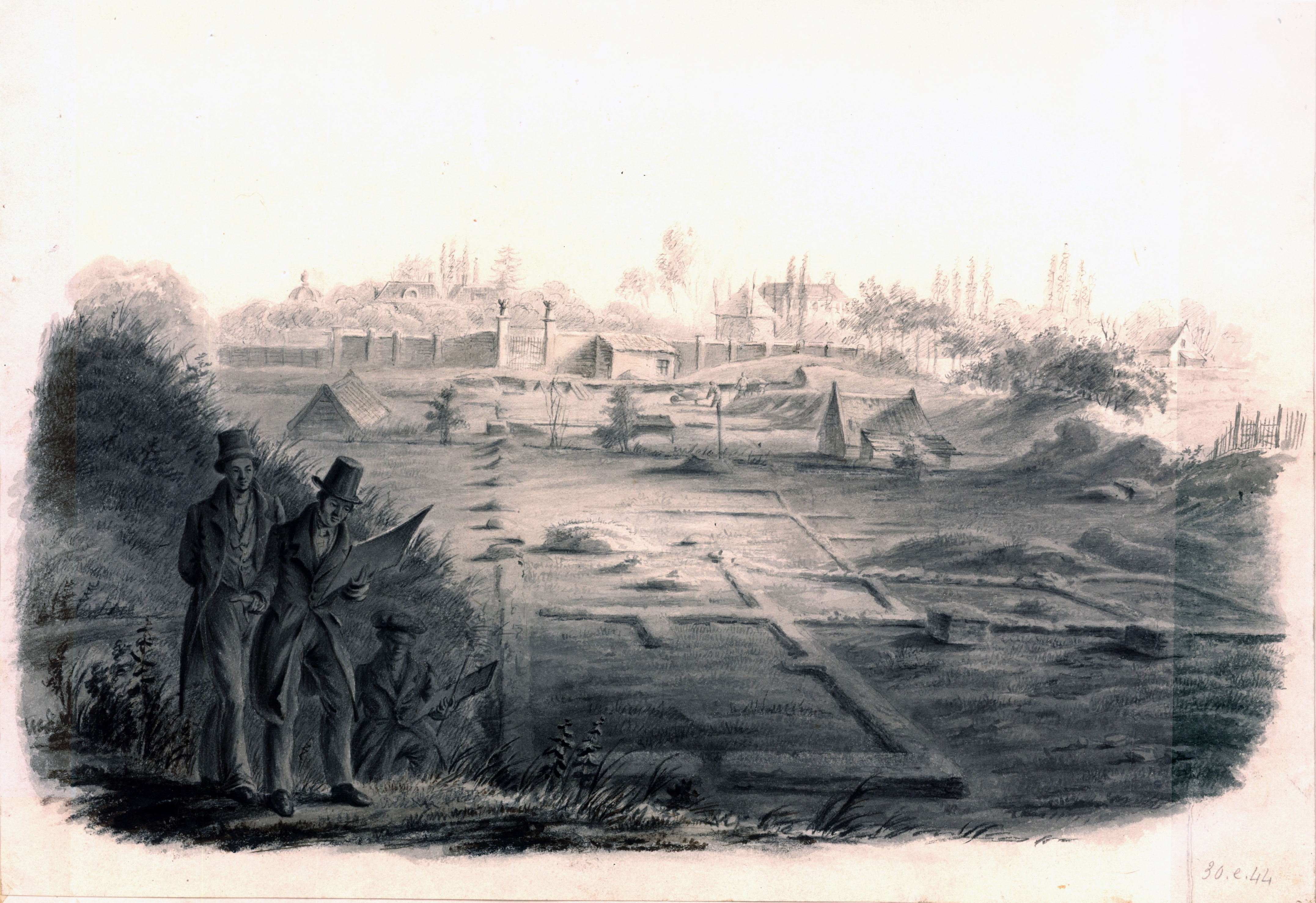
Reuvens aan het werk bij het onderzoek naar de resten van Forum Hadriani. De opgraving bij Voorburg wordt gezien als een van de eerste professionele wereldwijd.

Caspar Jacob Christiaan Reuvens (Den Haag, 22 januari 1793 – Rotterdam, 26 juli 1835), gelatiniseerd Casparus Iacobus Christianus Reuvensius, was een Nederlandse buitengewoon hoogleraar in de archeologie aan de Rijksuniversiteit Leiden en eerste directeur van het Rijksmuseum van Oudheden. Reuvens verrichtte belangrijk pionierswerk in de moderne archeologie. Hij leidde tussen 1827 en 1834 de archeologische opgravingen van de Romeinse nederzetting Forum Hadriani (Romeins Voorburg).

## Leven
Reuvens was de zoon van mr. dr. J.E. Reuvens (1763-1816), een Haarlemse jurist die in de Bataafs-Franse en Bataafse Tijd meerdere hoge juridische en politieke functies heeft bekleed. Zo was zijn vader van 1802 tot 1808 president van het Hoog Nationaal Gerechtshof. Op aandrang van zijn vader begon Caspar Reuvens een studie rechten in Leiden. Deze zou hij voltooien in Parijs, de stad waar zijn vader vanwege diverse betrekkingen in die jaren verbleef.
Op 19 juli 1822 trouwde Reuvens met de schrijfster Louise Sophie Blussé (1801-1896). De festiviteiten vonden plaats op het familielandgoed Cronesteyn. Het echtpaar kreeg 2 dochters en 1 zoon. Een van Reuvens' kleinkinderen, Hugo de Vries, zou later een bekend bioloog worden. In 1827 vestigde Caspar Reuvens zich met zijn gezin op het landgoed 'Arentsburgh'.
In 1835 overleed hij op 42-jarige leeftijd plotseling aan een beroerte. Hij is begraven op de begraafplaats Groenesteeg in Leiden.

## Werk
Ondanks zijn opleiding in de rechten, waarin hij zelfs promoveerde, lagen Reuvens' interesses meer bij de oudheid dan bij de juridische wereld. Hij had naast rechten ook klassieke letteren gestudeerd en een bezoek aan het Musée Napoléon (het huidige Louvre) deed zijn belangstelling alleen maar groeien.
In 1815, inmiddels weer in Nederland, werd hij hoogleraar in de klassieke letteren te Harderwijk. Drie jaar later werd hij door koning Willem I benoemd tot buitengewoon hoogleraar in de "Algemeene Oudheidkunde" aan de Leidsche Hogeschool (Universiteit Leiden). Daarmee was hij de eerste hoogleraar in de archeologie ter wereld. De positie werd in 1826 in een gewoon hoogleraarschap omgezet. Hij beperkte zich niet tot de klassieke wereld, maar onderzocht ook de pre- en protohistorie van de eigen omgeving. Daarnaast werd Reuvens belast met de oprichting van een groot nationaal oudheidkundig museum, dat vergelijkbaar zou zijn met de grote musea van Parijs, Londen en Berlijn. Hij bezocht grote archeologische musea in Europa waaronder het British Museum en hield nauwkeurig een dagboek bij over zijn bezoeken. Het resultaat was het huidige Rijksmuseum van Oudheden te Leiden. Zijn belangstelling voor het oude Egypte en zijn publicaties over de Egyptische collectie van het RMO maken hem tot een belangrijke grondlegger van de egyptologie in Nederland. Daarnaast ging Reuvens' interesse uit naar de Etrusken, waar toentertijd nog zeer weinig over bekend was. In 1826 werd Reuvens' agent, de genie-officier Jean Emile Humbert, dan ook op een speciale missie naar Italië gezonden met de opdracht "voornamelyk Etrurische voorwerpen, vooral met Etrurisch schrift" voor het museum aan te kopen. De missie was zeer succesvol: Humbert slaagde erin honderden Etruskische oudheden voor Leiden te verwerven, waaronder de vermaarde Corazzi-verzameling uit Cortona.
Op het landgoed Arentsburgh te Voorburg deed Reuvens tussen 1827 en 1834 archeologisch onderzoek naar de Romeinse resten van Forum Hadriani. Gezien de aan het begin van de 19e eeuw door hem toegepaste wetenschappelijke technieken was hij zijn tijd ver vooruit. Dankzij zijn wetenschappelijke manier van registreren liet veel van zijn onderzoek zich later opnieuw interpreteren. Hij maakte overal aantekeningen van om later een standaardwerk over Nederlandse oudheden te publiceren. Na zijn plotselinge overlijden werd hij in 1835 door zijn assistent dr. Conrad Leemans opgevolgd als directeur van het museum.

## Naleven

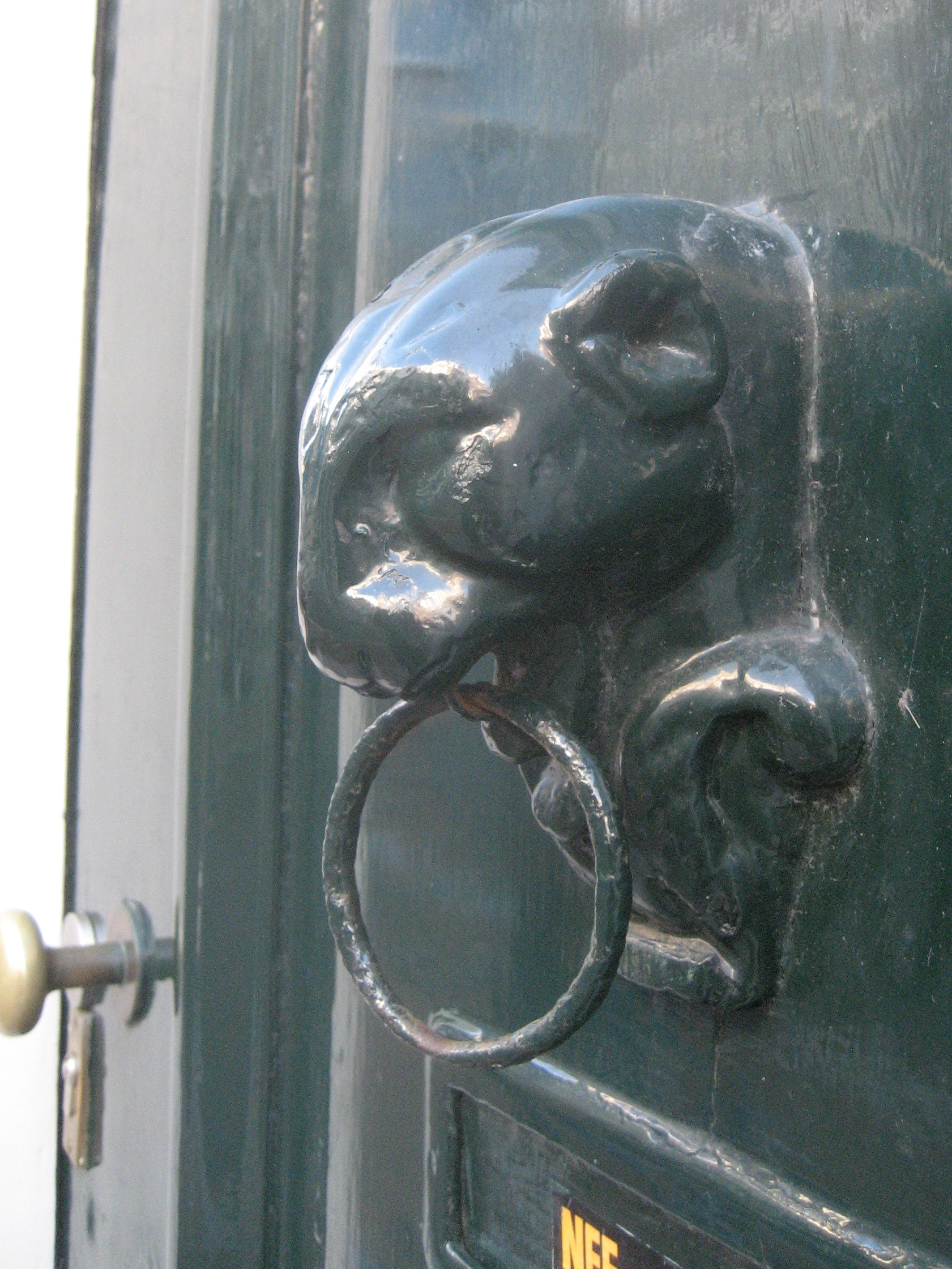
Deurklopper (Breestraat, Leiden), ontworpen door Reuvens

- Jaarlijks worden in Nederland de Reuvensdagen gehouden, een landelijk wetenschappelijk congres voor de Nederlandse archeologie.
- Het gebouw waarin tot 2014 de Faculteit der Archeologie van de Universiteit Leiden was gehuisvest, heet C.J.C. Reuvens en is gelegen aan de Reuvensplaats te Leiden. De Leidse studievereniging voor klassieke archeologie, K.A.D. Reuvens, is eveneens naar hem vernoemd.
- Reuvens woonde van 1821 tot 1835 op Breestraat 27 te Leiden. Van 1909 tot 1981 zou in het pand een naar hem vernoemde (openbare) bibliotheek worden gevestigd. De deurklopper die Reuvens speciaal liet vervaardigen hangt er nog steeds.
- De Historische vereniging Oud Leiden schonk op 19 februari 1994 een bronzen dubbelplastiek (gemaakt door beeldhouwer Frans de Wit) aan het Rijksmuseum van Oudheden. Dit Reuvens-monument tot huldiging van Caspar Reuvens als grondlegger van het museum is aangebracht aan de hoekgevels van het RMO aan de Houtstraat.
- De opgravingen van Forum Hadriani werden tussen 1908 en 1915 voortgezet door J.H. Holwerda, onderdirecteur (later directeur) van het Rijksmuseum van Oudheden.
- In 2018 vierde het Rijksmuseum van Oudheden zijn 200-jarig bestaan; de benoeming van Reuvens tot hoogleraar op 13 juni 1818 wordt door het museum gezien als de stichtingsdatum van het Archaeologisch Cabinet der Hoogeschool[3] (aangezien er geen apart regeringsbesluit tot stichting van dit cabinet is).